# Holoprosencéphalie
Pour les articles homonymes, voir HPE.
 Mise en garde médicale
L'holoprosencéphalie, holoproencéphalie ou HPE est une malformation congénitale du cerveau. Elle consiste en la séparation anormale du cerveau primitif ou télencéphale en deux hémisphères et deux ventricules.
Il existe plusieurs types d'holoprosencéphalie en fonction de l'étendue de la malformation.
Cette malformation entraîne des anomalies associées au visage plus ou moins importantes. Le handicap mental est très souvent présent. Les enfants atteints par les formes les plus sévères ne vivent que quelques mois.

## Étymologie
Composé à partir du grec ancien ὅλος, hólos (entier, tout) + prosô (en avant, loin de…) + ἐγκέφαλος, enképhalos (cerveau).
Le prosencéphale est le cerveau antérieur.

## Embryologie

cerveau embryonnaire vers la 5e semaine.

Durant la vie embryonnaire, le cerveau se développe à partir d'un tube neural qui se forme vers la troisième semaine. Ce tube neural évolue en formant trois renflements ou vésicules primaires, d'avant en arrière : prosencéphale, mésencéphale, rhombencéphale. Durant la cinquième semaine, ces trois vésicules primaires se subdivisent en cinq vésicules secondaires.
Durant la 6e à la 9e semaine, le prosencéphale (cerveau antérieur) se clive selon une scissure longitudinale qui sépare les hémisphères droit et gauche du cerveau. Parallèlement, de la 4e à la 8e semaine, le tube cérébral subit diverses courbures et rotations aboutissant finalement (à partir de la 22e semaine) aux structures définitives d'un cerveau segmenté en différents lobes séparés par des scissures,.
A l'échelle cellulaire et moléculaire, ces transformations représentent des migrations de cellules qui sont guidées par des molécules de signalisation exprimées par de nombreux gènes dit morphogènes. Ces molécules sont produites à partir de petites populations de cellules ou centres organisateurs. Les transformations s'effectuent selon deux axes, antéro-postérieur et dorso-ventral. Par exemple, celles du tube neural se fait par induction dorsale, suivies de celles du prosencéphale par induction ventrale.
Pour expliquer ces transferts d'informations de position à partir de molécules, il est fait appel au modèle du drapeau français.

## Épidémiologie
L'holoprosencéphalie est la malformation cérébrale la plus fréquente chez l'humain, avec une prévalence de 1 sur 250 chez les embryons de début de grossesse. La mortalité intra-utérine de ces malformés est supérieure à 99,5 % (3 sur mille parviennent à la 40e semaine de grossesse).
Du fait de cette mortalité spontanée, la prévalence chez les nés vivants est beaucoup plus faible, de l'ordre de 1 sur 16 000 (extrêmes 1 sur 8 000 et 1 sur 20 000, selon les études),.

## Définition et types anatomo-cliniques

Cerveau normal avec scissure interhémisphérique complète.

L'holoprosencéphalie (HPE) est une anomalie structurelle du cerveau normalement divisé en deux hémisphères droit et gauche. Dans l'HPE, cette séparation ne se fait pas ou reste incomplète d'où l'existence de différents types d'HPE formant un continuum de malformations (les différents types ne se distinguent pas par des limites précises, ils forment un ensemble continu).
Les HPE sont liées à des malformations de la face dans 80 % des cas (« la face prédit le cerveau », aphorisme utilisé avant l'apparition de l'imagerie cérébrale moderne).
La classification classique de Demyer (1964) distinguait trois formes de gravité décroissante : alobaire, semi-lobaire et lobaire. Mais depuis, avec les progrès de l'imagerie cérébrale, des auteurs ont distingué de nouvelles formes mineures,.

### Formes majeures

#### HPE alobaire
C'est la forme la plus sévère avec absence totale de scissure longitudinale et un ventricule cérébral unique (les deux ventricules latéraux du cerveau sont restés fusionnés en un seul).
Cette forme alobaire est associée avec les malformations faciales les plus graves touchant les yeux, le nez, la lèvre supérieure et le palais, par exemple la cyclopie, la cébocéphalie ou le proboscis.
Pour ceux qui survivent à la période néonatale, le polyhandicap est profond : déficits moteurs (dont l'incapacité à tenir la position assise), troubles extra-pyramidaux, incapacité cognitive et verbale. Ces personnes sont totalement dépendantes dans la vie quotidienne.

#### HPE semi-lobaire
Les zones frontales et pariétales du cerveau restent fusionnées. La scissure longitudinale est présente uniquement dans la partie postérieure, les malformations faciales sont en général moins sévères que dans la forme alobaire.
La sévérité des troubles est variable, quelques cas arrivent à se déplacer seuls et à dire quelques mots, mais la plupart sont en chaise roulante avec des déficits moteurs et un handicap mental profond.

### Fomes moyennes et mineures
Les sujets atteints ont un meilleur pronostic, mais sont diagnostiqués plus tardivement (anomalies faciales mineures non remarquées) ou lors d'apparition de troubles neurologiques (épilepsie, trouble moteur…). Le fait de pouvoir diagnostiquer plus de formes mineures conduit à augmenter la prévalence de l'HPE.

#### HPE lobaire
Le cerveau est séparé dans la plus grande partie et la plupart des structures de la ligne médiane sont bien formées ; seule la partie frontale inférieure , du cerveau est fusionnée. Ces caractéristiques font que le diagnostic par imagerie est plus difficile dans cette forme que dans les deux précédentes.

#### Variant interhémisphérique
L'absence de séparation ne siège qu'au milieu de la ligne interhémisphérique, où lobe frontal et lobe pariétal ne sont pas parvenus à se séparer. Il peut exister également une absence de clivage des noyaux gris centraux et des thalamus et une agénésie partielle du corps calleux. Cette forme se caractérise par un Hypotélorisme ainsi qu’un pont nasal plat, absent ou étroit, mais la dysmorphie est plus légère que dans les formes plus sévères.

#### Autres formes mineures
La non-séparation est limitée aux régions septale et/ou préoptique ; les sujets présentent un retard d’apprentissage mais les fonctions motrices sont relativement épargnées.
Il peut exister des microformes d'HPE où le développement du cerveau est normal, mais avec quelques caractéristiques faciales particulières : par exemple des yeux plus rapprochés que la normale (hypotélorisme), des anomalies nasales avec une seule incisive supérieure centrale.

## Clinique et pronostic
Pour les enfants atteints d'HPE qui naissent vivants, la mortalité post-natale est très élevée. Toutes formes confondues, le taux de mortalité est estimé à 33 % au premier jour, et à 58 % au premier mois. Le taux de survie après un an est de l'ordre de 29 %.
Les formes sévères d'HPE, comme le type alobaire, ne survivent guère : il s'agit des formes associées à des malformations facio-craniales léthales comme la cyclopie, le proboscis (nez en forme de tube), ou à des anomalies chromosomiques.
Pour les autres, la durée de vie moyenne est de quatre ans, et 15 % d'entre eux peuvent atteindre ou approcher l'adolescence. Ce taux de survie est en augmentation du fait des progrès du diagnostic (détection des formes mineures) et de la prise en charge.
Les enfants atteints d'HPE (formes non létales) présentent des manifestations variables selon la degré de malformations. Ils ont en commun, :
- des troubles neurologiques : outre le retard mental, près de la moitié d'entre eux ont une épilepsie. Les autres manifestations possibles sont l'hydrocéphalie, des troubles musculaires et des mouvements anormaux.
- des malformations craniofaciales : microcéphalie, yeux très rapprochés ou très écartés, colobome, nez court et plat, fente labio-palatine, incisive centrale unique.
- des troubles endocriniens multiples du fait des malformations de l'hypothalamus et de l'hypophyse.
- des troubles de la déglutition gênant l'alimentation, pouvant nécessiter une gastrostomie.
- des troubles neurovégétatifs : température instable, troubles du rythme respiratoire et cardiaque.

## Diagnostic anténatal
Le diagnostic anténatal se fait par imagerie. Il est plus facile dans les formes majeures (HPE alobaire ou semi lobaire) lors des échographies morphologiques du premier trimestre. Il est plus difficile dans les formes mineures, la réalisation d'une imagerie à résonance magnétique permet le diagnostic en cas de doute,.
Lorsqu'une HPE fœtale est diagnostiquée ou suspectée des tests génétiques sont proposés : caryotype (l'anomalie chromosomique le plus souvent associée à une HPE est la trisomie 13 puis la trisomie 18, les autres sont rares ou très rares), diagnostic moléculaire de mutations de gènes… Une anomalie génétique est détectée dans près d'un tiers des cas. Ces examens ne constituent qu'un critère d'appoint par rapport à l'imagerie qui garde son rôle déterminant principal,.

## Causes

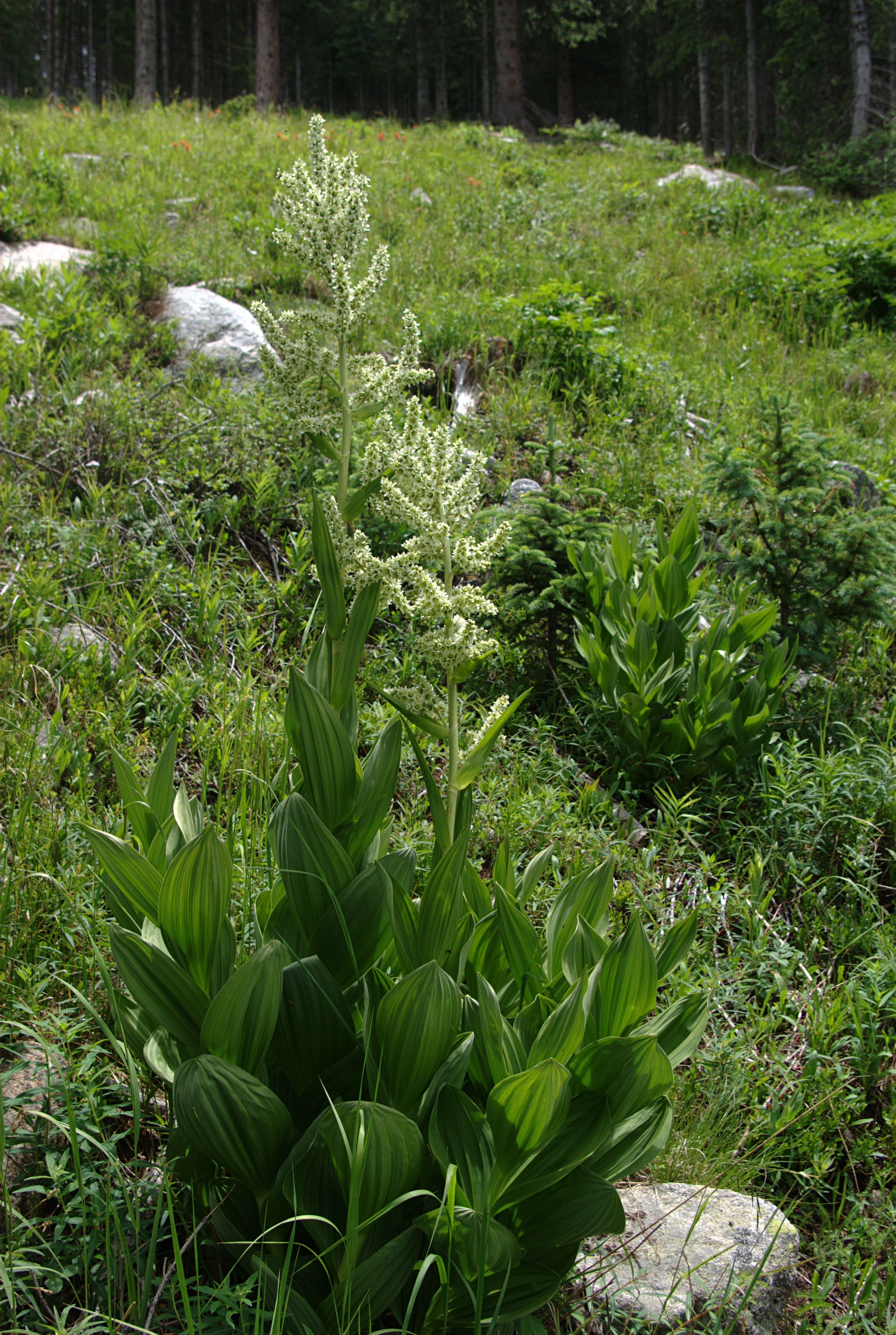
Une plante tératogène, la vératre de Californie Veratrum californicum.

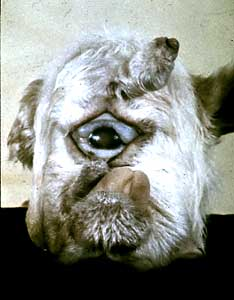
Agneau cyclope.

Les causes d'holoprosencéphalie (HPE) sont des facteurs génétiques et non-génétiques (tératogènes environnementaux), dont les combinaisons sont probablement responsables de la diversité et de la complexité des HPE.

### Causes environnementales

#### Principales
Les deux causes environnementales principales, formellement reconnues, d'holoprosencéphalie chez l'humain sont :
- Le diabète insulino-dépendant maternel qui présente un risque d'HPE de 1 %, en multipliant le risque par plus de 10 (jusqu'à 200 fois plus par rapport à la population générale[11]).
- L'exposition prénatale à l'alcool (éthanol), ce risque se cumule avec le tabagisme. L'éthanol est un inhibiteur du gène Sonic hedgehog[12],[13].

D'autres facteurs, toxiques ou infectieux, ont été signalés en association avec l'HPE lors d'expositions prénatales : acide rétinoïque, hypolipémiants de la classe des statines, mycotoxines (comme l'ochratoxine), infections (cytomégalovirus, rubéole, toxoplasmose),

#### Autres
Chez l'animal, la cyclopamine issue de Veratrum californicum est également une cause possible de l'holoprosencéphalie. La cyclopamine a été découverte dans les années 1950 lors d'une épidémie de cyclopie dans un troupeau de moutons en Californie (25 % des agneaux à la naissance). Ce stéroïde végétal, brouté par les brebis pleines, agit en bloquant la protéine Smoothened (en) du système de différenciation cellulaire hedgehog,.
Depuis, d'autres facteurs pouvant induire une HPE ont été identifiés, dont des pesticides tels que le Pipéronyl butoxide (en) et les phytocannabinoïdes.
L'exposition aux rayonnements ionisants et aux métaux lourds, ainsi que le rôle protecteur de l'acide folique sont en discussion (études divergentes en ce qui concerne l'HPE).

### Causes génétiques

#### Maladies chromosomiques
Environ 25 % à 50 % des individus avec HPE ont une anomalie chromosomique. Les anomalies chromosomiques sont non spécifiques tant par le nombre que par l'anomalie structurelle. Ceux avec HPE et un caryotype normal ne peuvent pas être distingués de ceux avec un caryotype anormal sur la base d'une anomalie craniofaciale ou d'un sous-type de HPE en échographie ; cependant, les individus avec HPE à la suite d'une anomalie chromosomique ont souvent d'autres malformations,.
Les anomalies chromosomiques numériques concernées comprennent la trisomie 13 (70% des cas d'anomalies) puis la trisomie 18 et plus rarement d'autres aneuploidies,. Une arhinencéphalie est observée chez environ 70 % des personnes atteintes de trisomie 13, dont la prévalence à la naissance est de 1: 5000. Des défauts du corps calleux ont été rapportés avec la trisomie 18.
Des anomalies chromosomiques structurelles associées à l'HPE ont été signalées dans pratiquement tous les chromosomes, il s'agit de suppressions ou des duplications impliquant des régions connues pour héberger des gènes associés à la HPE.

#### Maladies géniques
Environ 18 à 25 % des HPE relèvent d'une cause monogénique (anomalie d'un seul gène). Ces gènes sont impliqués directement ou indirectement dans la régulation de la signalisation du morphogène hedgehog. Ils sont associés soit avec des HPE non syndromiques (HPE isolées), soit avec des HPE syndromiques (HPE dans le cadre d'une maladie génétique).

##### Holoproencéphalie non syndromique
L'utilisation de puces à ADN est un moyen économique de rechercher les troubles génétiques qui peuvent entraîner cette maladie dans le cadre des HPE non syndromiques.
En 2023, au moins 17 gènes ont été identifiés comme associés à une HPE non syndromique (HPE isolée). Les gènes principaux sont : SHH, ZIC2, SIX3, FGF8 et FGFR1, chacun étant responsable de plus de 2 % à 5 % des HPE. De nombreuses personnes atteintes d'HPE isolée n'ont pas de mutation génétique identifiée. La cause de cette maladie est inconnue chez ces personnes.
Ces gènes mutés se transmettent selon un mode autosomique dominant, mais avec une pénétrance incomplète et une expression variable : près d'un tiers à la moitié des porteurs de gène muté n'ont pas de symptômes ou présentent des malformations minimes (par exemple incisive médiane unique). Ces grandes variations intrafamiliales pourraient s'expliquer par l'implication d'autres gènes ou de facteurs environnementaux modifiant l'expression et la pénétrance,.

##### Holoprosencéphalie syndromique
Elle constitue 25 % des holoprosencéphalies. Il s'agit d'un ensemble de maladies génétiques rares avec holoprosencéphalie comme caractéristique, et qui se transmettent un mode dominant ou récessif.
Transmission autosomique dominante :
- Syndrome de Pallister-Hall ;
- Syndrome de Rubinstein-Taybi ;
- Syndrome de Kallmann ;
- Syndrome de Steinfeld (de);
- Syndrome de Hartsfield (en) ;

Transmission autosomique récessive :
- Pseudo-trisomie 13 (holoprosencéplalie-polydactylie post-axiale)
- Syndrome de Smith-Lemli-Opitz ;
- Syndrome de Stromme (en) ;
- Syndrome de Meckel ;
- Syndrome de Gênes (holoprosencéphalie-craniosynostose)
- Syndrome de Lambotte (holoprosencéphalie-microcéphalie)
- Syndrome hydrolethalus (en) ;
- Avec absence de bras et fente palatine[16].

Transmission diverse ou inconnue :
- Absence ou hypoplasie d'oreille[17];
- Absence ou hypoplasie de la mâchoire ;
- Dysgénésie caudale (hypoplasie de la région sacrée).

## Conseil génétique
Le conseil génétique est difficile, à cause de la grande variété des cas et de leurs origines. Il dépend des résultats des investigations médicales réalisées. Par exemple, la situation est différente si une anomalie génétique est retrouvée chez les parents (un risque de récidive peut être évalué) ou s'il s'agit d'une nouvelle mutation apparue chez l'enfant,.
Plus de 65 % des cas d'holoprosencéphalie restent inexpliqués, ce qui nécessite des efforts de recherche, tant dans l'identification d'autres gènes impliqués que dans l'enquête épidémiologique des facteurs d'environnement. Les parents ont besoin d'informations, de soutien psychologique, surtout dans les cas inexpliqués où il faut gérer l'incertitude pour prendre des décisions.
Une interruption médicale de grossesse est généralement acceptée dans les cas d'holoprosencéphalies graves où la survie post-natale est évaluée à quelques jours ou quelques semaines. Toutefois, dans la majorité des cas le pronostic reste incertain, surtout pour les formes moins sévères. Il faut alors éviter d'utiliser des termes définitifs tels que « non viable » ou « vie de légume », et donner des issues possibles, basées sur la littérature scientifique et les expériences des parents d'enfants atteints.
La prise en charge de ces situations relève d'une approche multidisciplinaire. En France (2018), il n'existe pas d'associations de parents HPE, mais il est systématiquement proposé de prendre contact avec des associations généralistes telles que l'Alliance maladies rares ou, l'UNAPEI.